# Giải thưởng Làn Sóng Xanh 2010
Bài viết chứa danh sách các ca sĩ, nhạc sĩ, album ca nhạc được yêu thích nhất nhận giải Làn Sóng Xanh năm 2010.

## 10 ca sĩ được yêu thích nhất
Không phân biệt thứ hạng.
| Tên ca sĩ      |
| -------------- |
| Cao Thái Sơn   |
| Đàm Vĩnh Hưng  |
| Hà Anh Tuấn    |
| Hiền Thục      |
| Hồ Ngọc Hà     |
| Hồ Quỳnh Hương |
| Lệ Quyên       |
| Mỹ Tâm         |
| Phan Đinh Tùng |
| Tuấn Hưng      |

## 10 nhạc sĩ được yêu thích nhất
Không phân biệt thứ hạng.
| Tên nhạc sĩ       |
| ----------------- |
| Hồ Hoài Anh       |
| Nguyễn Văn Chung  |
| Nguyễn Hoàng Duy  |
| Phạm Khánh Hưng   |
| Minh Khang        |
| Dương Khắc Linh   |
| Phúc Trường       |
| Thủy Tề           |
| Nguyễn Hải Phong  |
| Nguyễn Hổng Thuận |

## Các giải thưởng khác
| Tên giải thưởng           | Chủ nhân giải thưởng           |
| ------------------------- | ------------------------------ |
| Ca sĩ triển vọng          | • Noo Phước Thịnh • Thảo Trang |
| Album được yêu thích nhất | Kim ngưu - Hiền Thục           |
| Gương mặt ca sĩ của năm   | Đàm Vĩnh Hưng & Mỹ Tâm         |